# Live in France (álbum de Rodrigo y Gabriela)
| Críticas profissionais | Críticas profissionais |
| Avaliações da crítica  | Avaliações da crítica  |
| Fonte                  | Avaliação              |
| ---------------------- | ---------------------- |
| Allmusic               | [ 1 ]                  |

Live in France é o sexto álbum de estúdio, e o terceiro ao vivo, da dupla de violonistas mexicanos Rodrigo y Gabriela.

## Faixas
| N.º            | Título          | Duração |  |
| 1.             | "Hanuman"       | 4:47    |  |
| 2.             | "Triveni"       | 4:28    |  |
| 3.             | "Chac Mool"     | 1:10    |  |
| 4.             | "Hora Zero"     | 5:51    |  |
| 5.             | "Santo Domingo" | 6:27    |  |
| 6.             | "Gabriela Solo" | 4:11    |  |
| 7.             | "Buster Voodoo" | 5:26    |  |
| 8.             | "11:11"         | 5:16    |  |
| 9.             | "Rodrigo Solo"  | 6:32    |  |
| 10.            | "Savitri"       | 4:01    |  |
| 11.            | "Tamacun"       | 6:01    |  |
| Duração total: | Duração total:  | 54:10   |  |

## Músicos
- Rodrigo Sánchez – violão
- Gabriela Quintero – violão

## Desempenho nas Paradas Musicais
| Ano  | Trabalho       | Ranking          | Posição | Ref.            |
| ---- | -------------- | ---------------- | ------- | --------------- |
| 2011 | Live in France | Top World Albums | #2      | Fonte:Billboard |
| 2012 | Live in France | Top World Albums | #2      | Fonte:Billboard |